# Saint-Paul-lès-Dax
Saint-Paul-lès-Dax település Franciaországban, Landes megyében. Lakosainak száma 14 114 fő (2022. január 1.). Saint-Paul-lès-Dax Dax, Gourbera, Herm, Magescq, Mées, Saint-Vincent-de-Paul, Yzosse, Angoumé és Rivière-Saas-et-Gourby községekkel határos.

## Népesség
A település népessége az elmúlt években az alábbi módon változott:
| Lakosok száma | 5795 | 9028 | 9452 | 11 830 | 12 956 | 13 040 | 13 413 | 13 381 | 14 126 | 14 114 |
|               | 1968 | 1982 | 1990 | 2006   | 2013   | 2015   | 2017   | 2019   | 2020   | 2022   |